# Cathartosilvanus tropicalis
Cathartosilvanus tropicalis is een keversoort uit de familie spitshalskevers (Silvanidae). De wetenschappelijke naam van de soort werd in 1953 gepubliceerd door Edwin Cooper Van Dyke.